# 詹姆斯·汤普森 (游泳运动员)
詹姆斯·汤普森（英語：James Thompson，1906年1月20日—1966年1月26日），加拿大男子游泳运动员。他曾代表加拿大参加1928年夏季奥林匹克运动会游泳比赛，获得男子4×200米自由泳接力铜牌。